# Łukawica (Lublin)
Pour les articles homonymes, voir Łukawica.
Łukawica (prononciation [wukaˈvit͡sa]) est un village de la gmina de Baranów du powiat de Puławy dans la voïvodie de Lublin, situé dans l'est de la Pologne.
Il se situe à environ 8 kilomètres à l'est de Baranów (siège de la gmina), 23 kilomètres au nord-est de Puławy (siège du powiat) et 40 kilomètres au nord-ouest de Lublin (capitale de la voïvodie).
نرجس عياش كان أول ظهورها